# Malájföld az 1960. évi nyári olimpiai játékokon
Malájföld az olaszországi Rómában megrendezett 1960. évi nyári olimpiai játékok egyik részt vevő nemzete volt. Az országot az olimpián 4 sportágban 9 sportoló képviselte, akik érmet nem szereztek. Malajzia itt szerepelt utoljára Malájföld néven.

## Atlétika
Férfi
| Versenyző             | Versenyszám | Előfutam | Előfutam | Negyeddöntő | Negyeddöntő | Elődöntő | Elődöntő | Döntő   | Döntő    |
| Versenyző             | Versenyszám | Idő      | Hely.    | Idő         | Hely.       | Idő      | Hely.    | Idő     | Helyezés |
| --------------------- | ----------- | -------- | -------- | ----------- | ----------- | -------- | -------- | ------- | -------- |
| Shahrudin Mohamed Ali | 100 m       | 11,0     | 6.       | kiesett     | kiesett     | kiesett  | kiesett  | kiesett | kiesett  |
| Shahrudin Mohamed Ali | 200 m       | 22,3     | 4.       | kiesett     | kiesett     | kiesett  | kiesett  | kiesett | kiesett  |
| Mani Jegathesan       | 400 m       | 48,4     | 4.       | kiesett     | kiesett     | kiesett  | kiesett  | kiesett | kiesett  |

| Versenyző                | Versenyszám | Selejtező | Selejtező | Döntő    | Döntő    |
| Versenyző                | Versenyszám | Eredmény  | Helyezés  | Eredmény | Helyezés |
| ------------------------ | ----------- | --------- | --------- | -------- | -------- |
| Kaimar-ud-Din bin Maidin | Távolugrás  | 674 cm    | 43.       | kiesett  | kiesett  |

## Sportlövészet
Férfi
| Versenyző      | Versenyszám       | Selejtező | Selejtező  | Selejtező  | Döntő   | Döntő    |
| Versenyző      | Versenyszám       | Csoport   | Pont       | Helyezés   | Pont    | Helyezés |
| -------------- | ----------------- | --------- | ---------- | ---------- | ------- | -------- |
| Chan Kooi Chye | Sportpuska, fekvő | A         | 370        | 40.        | kiesett | 76.      |
| Ong Hock Eng   | Trap              |           | nincs adat | nincs adat | kiesett | kiesett  |

## Súlyemelés
| Versenyző      | Versenyszám | Nyomás   | Nyomás   | Szakítás | Szakítás | Lökés    | Lökés    | Összesen | Helyezés |
| Versenyző      | Versenyszám | Eredmény | Helyezés | Eredmény | Helyezés | Eredmény | Helyezés | Összesen | Helyezés |
| -------------- | ----------- | -------- | -------- | -------- | -------- | -------- | -------- | -------- | -------- |
| Chung Kum Weng | 60 kg       | 92,5     | =13.     | 97,5     | =10.     | 125,0    | 12.      | 315,0    | 11.      |
| Kuan King Lam  | 82,5 kg     | 112,5    | 21.      | 115,0    | =15.     | 142,5    | 19.      | 370,0    | 18.      |

## Úszás
Férfi
| Versenyző     | Versenyszám    | Előfutam | Előfutam | Előfutam | Elődöntő | Elődöntő | Elődöntő | Döntő   | Döntő    |
| Versenyző     | Versenyszám    | Idő      | Hely.    | Össz.    | Idő      | Hely.    | Össz.    | Idő     | Helyezés |
| ------------- | -------------- | -------- | -------- | -------- | -------- | -------- | -------- | ------- | -------- |
| Fong Seow Jit | 100 m gyors    | 1:03,4   | 7.       | 48.      | kiesett  | kiesett  | kiesett  | kiesett | kiesett  |
| Fong Seow Jit | 400 m gyors    | 5:07,3   | 6.       | 38.      |          |          |          | kiesett | kiesett  |
| Fong Seow Hor | 200 m pillangó | 2:56,4   | 7.       | 33.      | kiesett  | kiesett  | kiesett  | kiesett | kiesett  |